# Werburga
Werburga, anche Werburh, Wærburh e Werburgh, latinizzato in Vereburga (Stone, 650 – Stoke-on-Trent, 3 febbraio 699), fu badessa dell'abbazia di Ely. È venerata come santa ed è patrona della città di Chester.

## Biografia
Werburga o Vereburga era figlia del re di Mercia Wulfhere e di sant'Ermenegilda (figlia di Eorcenberht, re del Kent).
La nonna santa Sexburga e la madre Ermenegilda furono badesse dell'abbazia di Ely e secondo la tradizione toccò a Vereburga ricoprire il prestigioso incarico: nel 675, alla morte del padre, rinunciò ai fasti della corte e si ritirò nell'abbazia di Ely. Resse l'abbazia con scrupolo e fondò numerosi altri monasteri.
Morì il 3 febbraio 699 e fu sepolta nel monastero di Hanbury, nello Staffordshire.

## Culto

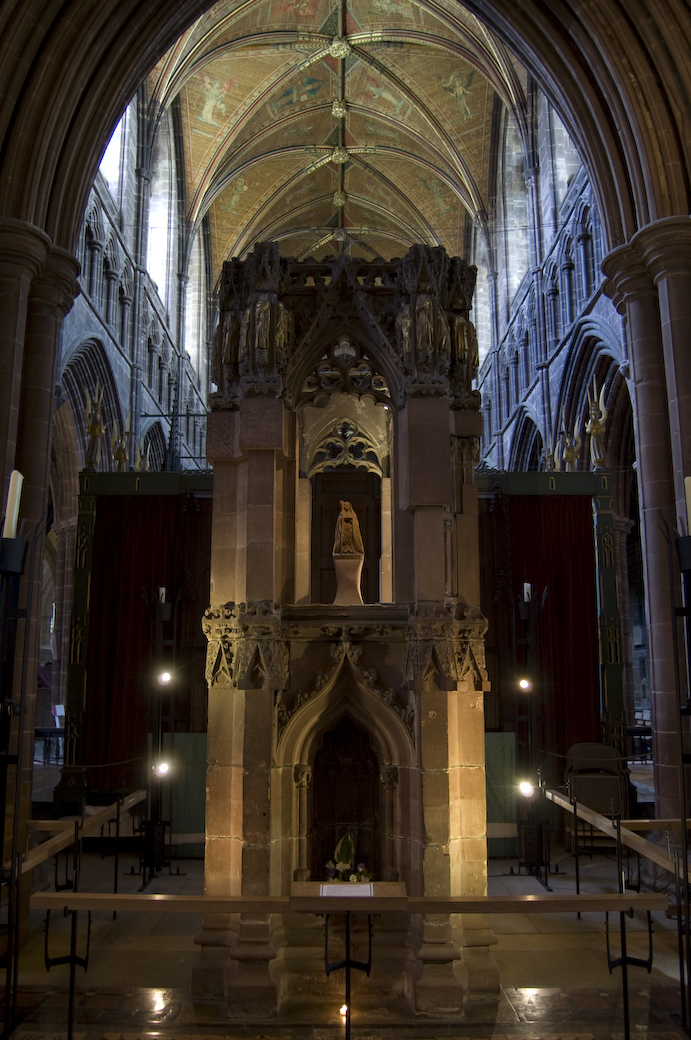
L'arca di santa Werburga nella cattedrale di Chester

Nell'875 le reliquie di Vereburga furono traslate, per salvarle dalla profanazione durante le invasioni danesi, dal monastero di Hanbury a Chester, che divenne frequentatissima meta di pellegrinaggi. Il suo reliquiario fu però distrutto sotto il regno di Enrico VIII d'Inghilterra, durante la Riforma Protestante.
Nel Martirologio Romano: «A Chester, nella Mercia, in Inghilterra, santa Verburga, badessa di Ely, fondatrice di vari monasteri.»
La sua Memoria liturgica cade il 3 febbraio.